# Mahnomen megye
Mahnomen megye az Amerikai Egyesült Államokban, azon belül Minnesota államban található. Megyeszékhelye és legnagyobb városa Mahnomen. Lakosainak száma 5411 fő (2020. április 1.). Mahnomen megye Polk, Becker, Clearwater és Norman megyékkel határos.

## Népesség
A megye népességének változása:
| Lakosok száma | 5425 | 5507 | 5545 | 5532 | 5457 | 5411 |
|               | 2010 | 2011 | 2012 | 2013 | 2015 | 2020 |